# Холодні дні (роман)
«Холодні дні» (англ. Cold Days) — книга Джима Бучера в жанрі наукової фантастики та фентезі, що вийшла 1 вересня 2001 року. Вона розповідає про пригоди професійного чарівника Гаррі Дрездена, єдиного професійного чарівника сучасного Чикаго. Це чотирнадцята книга із серії «Файли Дрездена».

## Короткий опис сюжету
Так, у таку колотнечу Дрезден ще не потрапляв!
За кілька годин, що він прийняв мантію Зимового Лицаря, чарівники намагалися вбити тричі. У хід йшли вогнепальна зброя, вибухівка, цвяхи та рибальські гачки.
І перше ж завдання, отримане ним від королеви Меб, ставить його в глухий кут. Якщо він не поквапиться, через день половина Сполучених Штатів може зникнути з землі, причому не поздоровиться і ельфійським державам.
Але найскладніше в цій ситуації — виявити прихованого ворога, невидимку, а друзі та колишні соратники Гаррі не поспішають довіритися йому. Що ж до безсмертних, їхня допомога полягає в невиразних туманних прогнозах. Можливо, дечого він зможе добитися від підступних феєрі… якщо виживе.

## Список персонажів
- Гаррі Дрезден: Протагоніст; професійний чарівник, приватний детектив і поліцейський консультант; а ще він є у телефонній книзі.
- Сарісса: дрезденський фізіотерапевт і хтось у боргу перед Зимою, а тепер Леді Літом.
- Той, Хто Йде Попереду: ще один із Ходить, схожий на Того, Хто Йде Позаду. Гаррі зазвичай називає Аутсайдер Шаркфейс.
- Кіт Ситх: котоподібна істота. Він король малків і денщик (правий васал) Зимового лицаря.
- Червоношапочка: слуга Мейв і оригінальна легенда Redcap.
- Лакуна: фейрі маленького народу.

## Сприйняття, рецензії
Сприйняття було переважно позитивним.
Tor.com похвалив «Холодні дні» та написав, що вони вважають її «однією з найкращих книг у серії».
Kirkus Reviews позитивно оцінили роботу, але зауважили, що книжка виграла б від «більш ретельного редагування копії, щоб усунути помилки безперервності, які продовжують загадку серії».
CNN і Geeks of Doom також рецензували «Холодні дні», а Geeks of Doom дуже рекомендували книгу.